# Banda (heràldica)
La banda, en heràldica, és una peça honorable que travessa el camper de l'escut de dalt a baix diagonalment, des del cantó superior destre (és a dir, esquerre per al qui el mira) fins al cantó inferior sinistre (és a dir, dret), i delimitada per dues línies paral·leles.
Quan és única, té una amplària d'un terç de l'escut, amplària que va disminuint segons el nombre de bandes (la quantitat de bandes cal definir-la en el blasonament). Quan són la meitat d'amples que la banda ordinària, o bé quan en són cinc o més, s'anomenen cotisses. La banda aprimada al màxim s'anomena bastó (si, a més a més, és abscís i reduït a la cinquena part de la seva longitud, s'anomena travessa en banda) i es poden agrupar de dos en dos (geminat) o de tres en tres (trina).

Escut de Santa Maria de Merlès: de gules, una banda d'or carregada de tres merles de sable
Escut d'atzur amb tres bandes d'or
Escut de Lluís II de Borbó: d'atzur, tres flors de lis d'or; ressaltant sobre el tot, una cotissa de gules
Escut de sable amb cinc bastons d'or

## Origen
Segons la tradició, aquesta peça heràldica representa el baldric o banda de cuir que es portava entorn del cos des de l'espatlla dreta fins al costat esquerre, on s'ajuntaven els dos caps, i on habitualment s'aguantava l'escut i, també, l'espasa.

## «En banda»
Diem que estan en banda les càrregues allargades posades en el sentit diagonal de la banda, o unes al costat de les altres en el sentit de la banda. Aplicat a la partició de l'escut, s'anomena tercejat en banda el dividit en tres parts mitjançant línies rectes diagonals que van en el sentit de la banda.

Escut del Pallars Sobirà, amb tres palles posades en banda
Escut de Bòsnia i Hercegovina, amb set estrelles posades en banda
Escut tercejat en banda de gules, argent i sable

## Bandat
Quan el camper de l'escut és cobert d'una repetició de bandes, alternativament, de metall i de color, en nombre parell, parlem d'un escut bandat. Si les bandes passen de vuit, llavors en diem cotissat. Les càrregues, per la seva banda, també poden ser bandades i cotissades.

## Contrabanda
Una contrabanda és una banda dividida diagonalment en barra en dues meitats, una de metall i una de color. També tenim, en el cas de les bandes reduïdes d'amplària, les contracotisses i els contrabastons. Un escut amb el camper cobert de contrabandes, contracotisses o contrabastons s'anomena contrabandat, contracotissat o contrabastonat.

## Peces compostes
La banda, sencera o reduïda a la meitat superior o inferior (semibanda), es pot unir amb altres peces senceres o mitges per formar una multitud de peces compostes: banda faixa, banda peu, banda semipal, semibanda pal, semibanda faixa, cap banda, etc.

Escut cotissat d'atzur i de gules
Escut contrabandat de sable i d'or
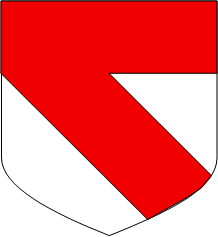
Escut d'argent amb un cap banda de gules

## Modificacions de la banda
(una tria)
- abaixada: quan no ocupa la part central sinó que està col·locada més avall de l'escut;
- abscissa: quan no toca les dues vores, inferior i superior, de l'escut;
- alçada: quan no ocupa la part central sinó que està col·locada més amunt de l'escut;
- bastillada: quan té la vora inferior formada per merlets;
- bretessada: quan té els perfils formats per merlets simètrics;
- cotissada: quan està acostada de dues cotisses;
- dentada: quan té els perfils formats per dents d'angles aguts; si té dents petites i nombroses se'n diu dentelada;
- desplaçada: quan té una meitat desplaçada cap amunt o cap avall i només es manté en contacte amb la part sense desplaçar mitjançant un punt d'unió;
- engrelada: quan té els perfils formats per petits semicercles units amb les puntes cap enfora;
- entada: quan té els perfils torçats en forma de clavilles, de manera que les clavilles d'un perfil corresponen als espais buits de l'altre;
- esbrancada: quan té els perfils amb aparença de tronc, amb una mena de merlets oblics situats a banda i banda;
- fusada: quan està formada per fusos (mobles romboïdals);
- mancada: quan no arriba a dalt de tot (mancada al cap) o a baix de tot (mancada a la punta);
- merletada: quan té la vora superior formada per merlets;
- ondada: quan té els perfils torçats en forma d'ondes;
- patent: quan s'exampla per totes dues extremitats;
- retreta: quan, sortint del cap, no arriba més enllà del punt d'honor (retreta al cap) o, sortint de la punta, no arriba més enllà del llombígol (retreta a la punta);
- viperada: quan té els perfils formats per dents d'angles quadrats.

Cotissa abscissa bretessada
Banda bastillada
Banda cotissada
Banda engrelada
Banda fusada
Banda merletada
Banda ondada
Banda viperada